# Echo (słoń)
Echo – samica słonia afrykańskiego, żyjąca w Parku Narodowym Amboseli. Jej zachowania studiowane były ponad 30 lat przez etolożkę Cynthię Moss. Echo była pierwszym obiektem badań w ramach Amboseli Elephant Research Project – najdłużej trwających studiów nad zachowaniem ssaków lądowych. Badania prowadzone nad Echo i jej rodziną przyczyniły się do zrozumienia cyklu życia słoni, ich metod komunikacji, życia emocjonalnego i wspólnej opieki nad młodymi.  

## Historia
Echo urodziła się ok 1945 r.. Śledzenie przy pomocy obroży radiowej i obserwacja 23-letniej słonicy – przewodniczki stada – rozpoczęło się w 1973 r. Uwagę naukowców zwrócił fakt, że przywództwo w stadzie należało do stosunkowo młodego osobnika, rolę te pełniły zazwyczaj starsze samice. Do przewodzącej stadu samicy należą wszelkie decyzje związane z funkcjonowaniem stada: wytyczanie kierunku migracji, miejsc postoju, a także kiedy opuścić osobnika, którego stan zdrowia obciążał stado. Zazwyczaj rola matriarchini przypadała starszym samicom, a rola ta bywa przekazywana z pokolenia na pokolenie. 
Echo miała co najmniej osiem cieląt, nad którymi, jak zaobserwowano, opiekę pełniło wspólnie całe stado. W 1990 r. Echo urodziła piąte młode, które nazwano Ely. Jego przypadek pozwolił na obserwację emocjonalnych powiązań między członkami rodziny. Ely, na skutek problemów ze stawami, po narodzinach nie mógł się poruszać. Stado, mimo braku dostępu do pożywienia, nie opuściło młodego osobnika do momentu, aż był w stanie przemieszczać się razem z pozostałymi słoniami. Przypadek Ely po raz drugi dostarczył naukowcom dowodów na istnienie emocjonalnej więzi między słoniami, kiedy młody słoń został ranny. Weterynarze, mimo prób podejścia i zbadania słonia byli stale odpędzani przez Echo i inne samice. Ostatecznie Ely został zbadany i przeżył. Biolog Marc Bekoff przytaczał te przykłady zachowania Echo, jako przeciwwskazanie do wyłapywania osobników ze stada w celu umieszczenia ich w cyrku lub ogrodzie zoologicznym.   
Po śmierci Echo w 2009 r. rodzina podzieliła się na dwie mniejsze grupy, pierwszą przewodziła siostra Echo – Ella; drugą córka – Enid.    
Echo i jej rodzinie poświęcono cykl programów dokumentalnych wydawanych przez stacje PBS i BBC. Cynthia Moss na podstawie wieloletnich obserwacji napisała także książki poświęcone Echo i jej rodzinie, takie jak Echo of the Elephants: The Story of an Elephant Family i Elephant Memories: Thirteen Years in the Life of an Elephant Family.    